# Malungsfors
Malungsfors – miejscowość (tätort) w Szwecji, w regionie administracyjnym (län) Dalarna, w gminie Malung-Sälen.
Według danych Szwedzkiego Urzędu Statystycznego liczba ludności wyniosła: 574 (31 grudnia 2015), 575 (31 grudnia 2018) i 573 (31 grudnia 2019).